# Straßenbahn Plauen
Die Straßenbahn Plauen ist das Straßenbahn-System der sächsischen Stadt Plauen. Ihre Anfänge gehen auf den 29. Mai 1893 zurück, an dem zwischen der Allgemeinen Elektricitäts-Gesellschaft (AEG) und der Stadt Plauen der Vertrag zum Bau einer elektrischen Straßenbahn geschlossen wurde. Heute besteht sie aus sechs Linien; zuständiges Verkehrsunternehmen ist die Plauener Straßenbahn GmbH.

## Geschichte

### Vorgeschichte
Da die Stadt Plauen Mitte des 19. Jahrhunderts durch das Aufblühen der Textilindustrie rasch wuchs und weil der obere Bahnhof außerhalb der damaligen Stadt gebaut wurde, mussten Wege gefunden werden, die Menschen mit ihrem Gepäck zu befördern. Vorerst wurden die Transportleistungen mit Droschken und anderen (Pferde-)Fuhrwerken erbracht.
Bereits 1885 wurde erstmals über die Erbauung einer Straßenbahn verhandelt. So wurde am 20. Oktober 1885 ein Vertrag mit Otto Peine aus Leipzig geschlossen, nach dem er die Erlaubnis erhielt, eine Straßenbahn anzulegen und zu betreiben. Geplant war eine Verbindung zwischen Oberem und Unterem Bahnhof. Es wurde unter anderem über den Bau einer Kabelstraßenbahn ähnlich der San Francisco Cable Cars nachgedacht. Aus welchen Gründen die Bahn nie realisiert wurde, ist nicht mehr festzustellen.

### Bau der Straßenbahn
Am 29. Mai 1893 wurde ein weiterer Vertrag über den Bau einer Straßenbahn unterzeichnet, diesmal mit der AEG in Berlin. Am 5. Februar 1894 begann der Bau der Wagenhalle in der Theaterstraße. Am 13. März wurden Oberleitungsrosetten für die Fahrdrahtabspannung an den Häusern montiert, und am 27. März war Baubeginn für die „Kraftstation Theaterstraße“. Am gleichen Tag begannen auch die Schienenverlegearbeiten, die bis zum 5. Juni andauerten. Am 8. Juni begann das Verlegen des Fahrdrahtes, das bis Anfang September abgeschlossen wurde. Am 13. Juli trafen die ersten Triebwagen am Unteren Bahnhof ein. Schließlich begannen am 11. Oktober die ersten Probefahrten mit unbelasteten Triebwagen, am 6. November dann mit belasteten Triebwagen. Am 13. November fand eine Probefahrt mit Ratsmitgliedern des Plauener Stadtrates statt und am 15. und 16. November wurde die Strecke durch den Königlichen Kommissar aus Dresden und den Direktor der AEG abgenommen. Am 17. November 1894 wurde dann die erste Teilstrecke Oberer Bahnhof–Neustadtplatz eröffnet. Am 3. Dezember folgte die zweite Teilstrecke vom Neustadtplatz zum Unteren Bahnhof.

### 1895–1914

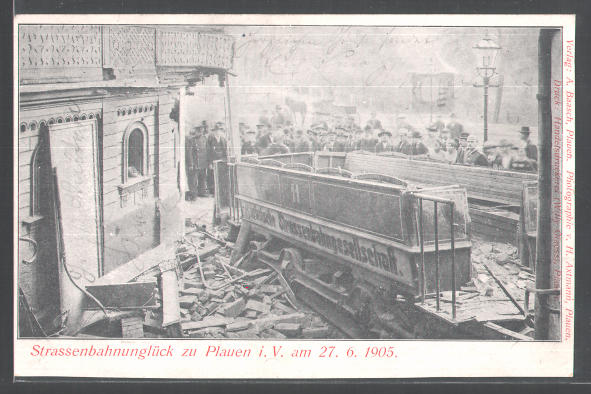
Postkarte vom Straßenbahnunglück 1905

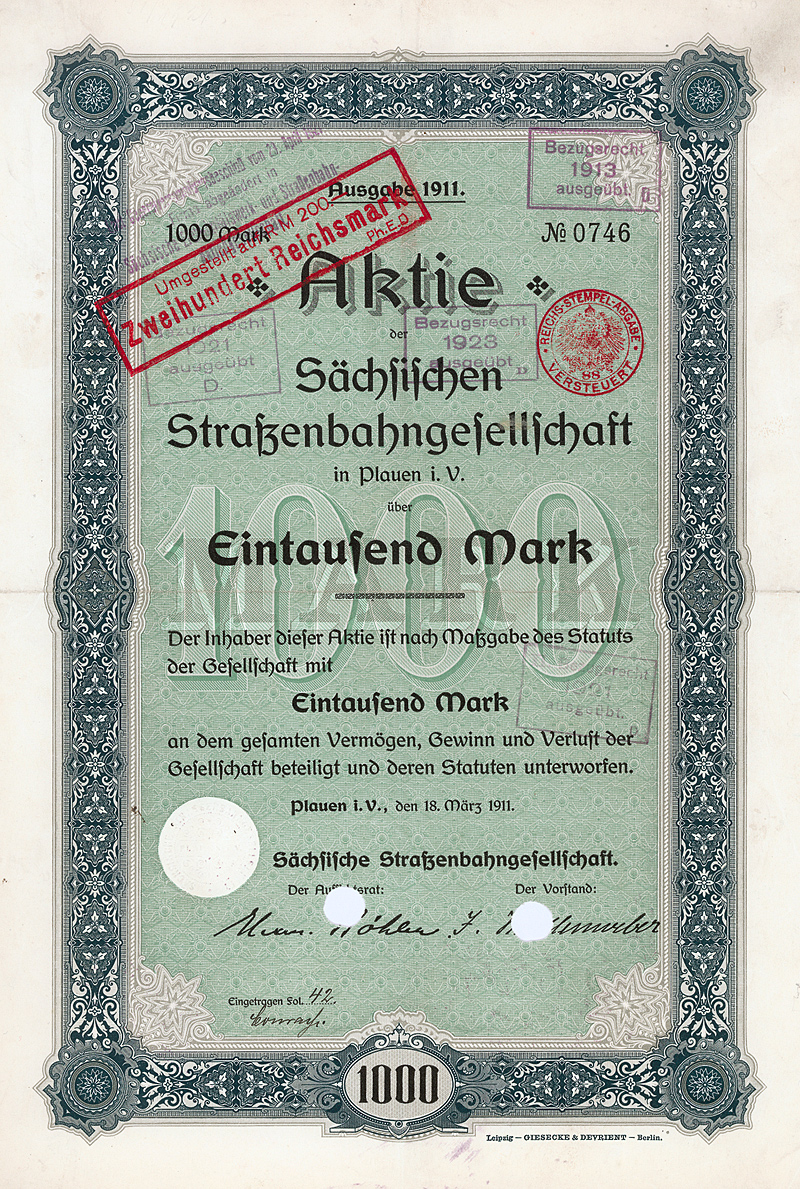
Aktie über 1000 Mark der Sächsischen Straßenbahngesellschaft vom 18. März 1911

In den ersten Monaten wurde die Plauener Straßenbahn von der „Allgemeinen Local- und Straßenbahngesellschaft“ in Berlin betrieben. Bereits am 28. Mai 1895 wurde der Betrieb jedoch an die „Sächsische Straßenbahn-Gesellschaft (SSG)“ übergeben, mit der Maßgabe, dass der Betrieb schon ab 1. Januar 1895 auf Rechnung der SSG erfolgen sollte. 
Zu Beginn erfolgte der Betrieb auf zwei Linien: der Gelben Linie (Oberer Bahnhof–Tunnel–Neustadtplatz) und der Blauen Linie (Oberer Bahnhof–Tunnel–Neustadtplatz–Unterer Bahnhof). Die Strecke der gelben Linie war von Beginn an zweigleisig (mit einer Unterbrechung in der Klosterstraße auf Grund zu geringer Straßenbreite), während die Strecke Neustadtplatz–Unterer Bahnhof nur eingleisig (mit einer Ausweichstelle am Tivoli) ausgeführt wurde. Nach mehreren Umbau- und Ausbauarbeiten der alten Strecken (z. B. Einführung einer weiteren Ausweichstelle / Einführung eines zweiten Gleises in der Klosterstraße) wurde im August 1899 mit dem Bau einer neuen Strecke von der Syrabrücke zum „Grünen Kranz“ (Neundorf) begonnen. Am 21. Oktober 1899 wurde diese Strecke in Betrieb genommen. Am 17. Mai 1902 wurde eine weitere neugebaute Strecke eingeweiht. Sie führte vom Wettiner Hof (Oberer Bahnhof) zur Parkstraße (Haselbrunn, heute Morgenbergstraße). Am 6. Dezember 1903 wurde der durchgehende Verkehr auf den Linien „Oberer Bahnhof–Unterer Bahnhof“ und „Haselbrunn–Neundorf“ eingeführt. Am 1. Januar 1905 wurde die Verlängerung der Linie in Neundorf vom „Grünen Kranz“ bis zur Kaserne in Betrieb genommen. Ein Straßenbahnunglück am 27. Juni 1905 wurde von Postkartenherstellern vermarktet. Mit der Verkehrsübergabe der König-Friedrich-August-Brücke am 24. August 1905 nahm die Linie „Dittrichplatz – Friedhof“ ihren Betrieb auf. Am gleichen Tag wurde die Kennzeichnung der Linien mittels Farbscheiben eingeführt:
| Linie       | Strecke                          |
| ----------- | -------------------------------- |
| Gelbe Linie | Haselbrunn – Neundorf            |
| Blaue Linie | Oberer Bahnhof – Unterer Bahnhof |
| Rote Linie  | Dittrichplatz – Friedhof         |

Am 1. Juni 1906 folgte die Inbetriebnahme der Verlängerung der roten Linie vom Friedhof 1 zum Mendelssohnplatz (Preißelpöhl). Am 5. September 1909 wurde die Verlängerung in Haselbrunn von der Parkstraße zum „Waldschlösschen“ (heute Wartburgplatz) eröffnet. Am 2. Dezember 1909 wurde eine neue, die „weiße Linie“, eingeführt. Sie verkehrte vom Tivoli nach Reinsdorf (Südvorstadt).

### 1914–1948

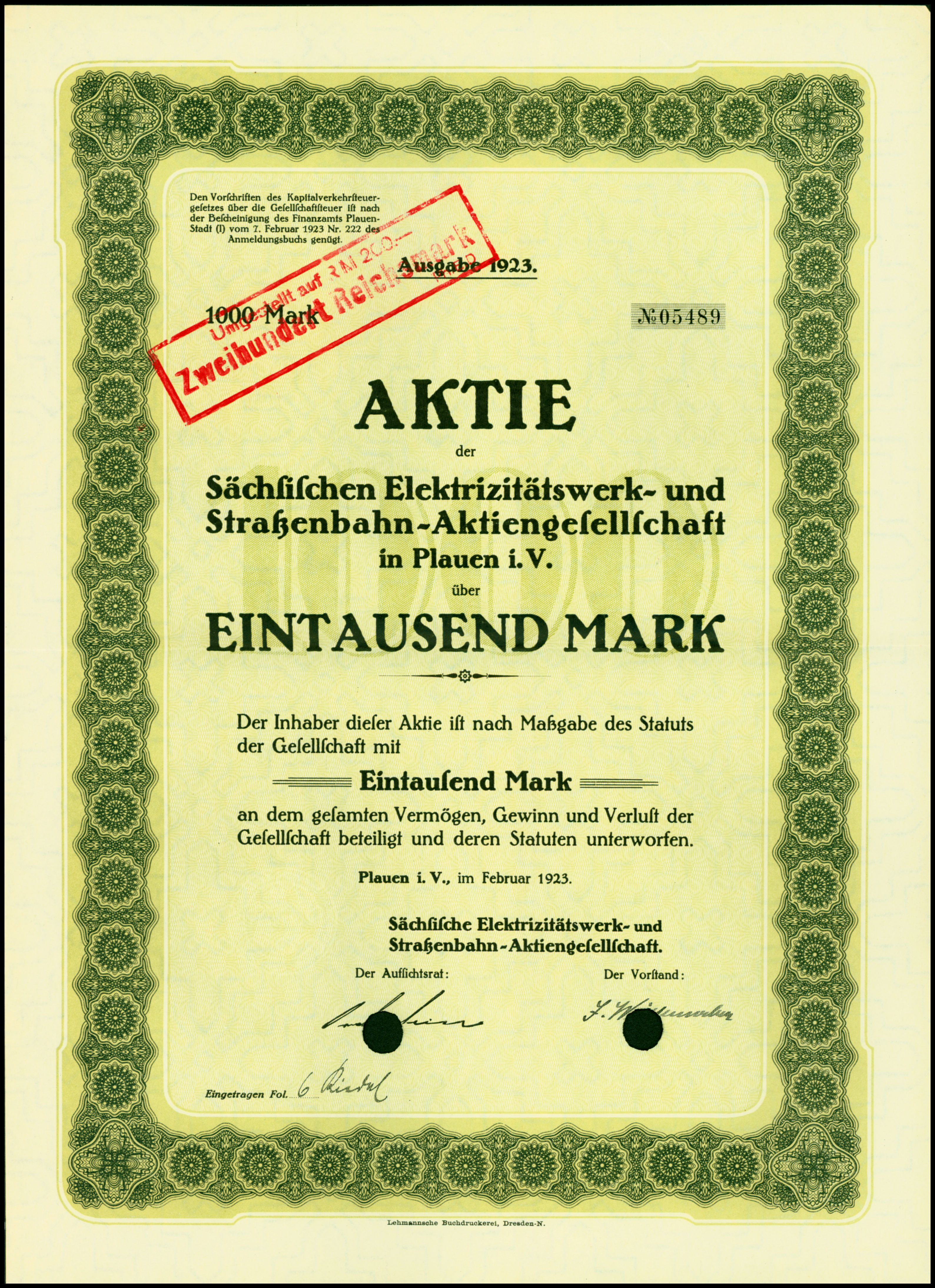
Aktie über 1000 Mark der Sächsischen Elektrizitätswerk- und Straßenbahn-AG vom Februar 1923

Da nach dem Ausbruch des Ersten Weltkriegs fast 80 Prozent des Fahrpersonals eingezogen wurden, litt der Linienverkehr bis 1919 teilweise unter starken Einschränkungen. So wurde die weiße Linie mehrmals ganz eingestellt, während die rote Linie zum Teil auf die Streckenführung Preißelpöhl–Albertplatz verkürzt werden musste. Auch der weitere Aus- und Umbau stockte während des Krieges infolge Materialmangels und fehlender Arbeitskräfte.
Doch auch nach dem Krieg ruhte der Straßenbahnverkehr teilweise. 1919 stand die Bahn still, da es auf Grund von Kohlenmangel zu Unterbrechungen der Stromlieferungen durch das städtische Elektrizitätswerk kam. Am 12. Februar 1920 kam es zu einem Streik gegen die Besetzung der Stadt durch Reichswehrsoldaten. Vom 15. bis zum 19. März streikte man gegen den Kapp-Putsch und vom 12. bis zum 16. Oktober streikten Gemeindearbeiter für die Verbesserung der sozialen Lage. Am 1. August wurde die Teilstrecke der roten Linie zwischen Dittrichplatz und Albertplatz eingestellt.
Am 23. April 1921 wurde die Betreibergesellschaft von „SSG“ (Sächsische Straßenbahngesellschaft) in „SESAG“ (Sächsische Elektrizitäts- und Straßenbahn-AG) umbenannt, da das Hauptaugenmerk inzwischen auf dem Betrieb von Elektrizitätswerken lag. Am 11. Juni 1921 wurde eine neue Linie, die „grüne Linie“ eröffnet. Die erste Teilstrecke führte von der König-Albert-Brücke (Alte Elsterbrücke) zum Schloss Reusa. Die zweite Teilstrecke vom Schloss Reusa zum Ortsausgang Reusa (heute Suttenwiese) wurde am 5. Dezember 1921 für den Verkehr freigegeben. Am 13. Juli 1922 konnte schließlich der letzte Teilabschnitt vom Ortsausgang Reusa bis zum Eingang des Hauptfriedhofes eröffnet werden.
Da die Einnahmen aus dem Straßenbahnverkehr die Ausgaben nicht decken konnten, beschloss der Aufsichtsrat der Betreibergesellschaft am 7. November 1922 die Einstellung des Betriebes zum Jahresende. Nach Verhandlungen mit der Stadt Plauen, wobei diese unter anderem die Übernahme der Kosten für Gleiserneuerungen zusicherte, wurde der Verkehr am 16. April 1924 wieder aufgenommen. Bis 1931 erfolgten noch einige Umbauarbeiten (z. B. weiterer Ausbau zu zweigleisigen Strecken). Ab 19. Oktober 1931 fuhr die grüne Linie bis zum Tunnel statt bis zur Albertbrücke.
Am 4. April 1939 wurde die Kennzeichnung der Linien wie folgt von Linienfarben auf Nummern umgestellt:
| Alte Linie                        | Strecke                                      | Neue Linie |
| --------------------------------- | -------------------------------------------- | ---------- |
| Gelbe Linie                       | Haselbrunn–Neundorf                          | Linie 1    |
| Blaue und weiße Linie             | Oberer Bahnhof–Unterer Bahnhof / Südvorstadt | Linie 2    |
| Rote Linie                        | Dittrichplatz–Preißelpöhl                    | Linie 3    |
| Grüne Linie                       | Tunnel–Hauptfriedhof                         | Linie 4    |
| 1944 wurde die Linie 2 aufgeteilt |                                              |            |
|                                   | Oberer Bahnhof–Unterer Bahnhof               | Linie 2    |
|                                   | Oberer Bahnhof–Südvorstadt                   | Linie 5    |

Der Ausbruch des Zweiten Weltkrieges brachte vorerst keine Einschränkungen im Straßenbahnverkehr. Es wurden zeitweilig auch Güter über die Straßenbahn transportiert. Ab 11. Februar 1945 wurde der Verkehr an Sonn- und Feiertagen eingestellt, um Strom zu sparen.
Bei den Luftangriffen im März 1945 wurde die komplette Innenstadt stark zerstört, so dass auch der Straßenbahnverkehr zum Erliegen kam.
Nach dem Krieg wurde am 24. Mai 1945 ein Straßenbahn-Ersatzverkehr mit Omnibussen aufgenommen, der bis zum 19. Oktober 1945 bestand. Am 12. November 1945 konnte der Betrieb auf der Teilstrecke Haselbrunn–Tunnel wieder aufgenommen werden. Ab 3. Dezember befuhr die Linie 1 wieder die gesamte Strecke bis nach Neundorf. Ab 18. Februar 1946 konnte eine weitere Linie wieder in Betrieb genommen werden. Die Linie 2 fuhr vom Tivoli zu einer Ersatzhaltestelle auf der Friedensstraße (die Endhaltestelle Oberer Bahnhof war zu stark zerstört). Am 3. April erfolgte die Wiederinbetriebnahme der Linie 4 auf der Teilstrecke Neustadtbrücke–Schloss Reusa und ab 2. September fuhr die Linie 2 wieder bis zum Unteren Bahnhof durch. Am gleichen Tag wurde die Linie 5 (Südvorstadt–Friedensstraße) wieder eröffnet. Am 1. November 1947 erfolgte die eingleisige Wiederinbetriebnahme der Linie 3 zwischen Preißelpöhl und Albertplatz. Ab 27. November fuhr die Linie 4 wieder bis zum Hauptfriedhof. Am 1. Oktober 1948 wurde der vorerst letzte Gleisabschnitt wieder in Betrieb genommen und die Linie 4 fuhr wieder zwischen Tunnel und Hauptfriedhof. Die Strecke über die Ebertbrücke (Friedensbrücke) wurde nicht wieder aufgebaut, sondern die dort verlegten Gleise wurden für den Wiederaufbau der anderen Strecken mit genutzt.

### 1949–1990
Am 22. Februar 1951 stimmte der sächsische Landtag der Übertragung der beim Land Sachsen befindlichen Aktien der SESAG auf die Stadt Plauen zu, mit Wirkung ab 1. Januar 1951. Die Stadt Plauen erhielt die Auflage, die Auflösung der SESAG durchzuführen. Die Hauptversammlung der SESAG am 29. Juni 1951 beschloss die Löschung der Aktiengesellschaft, die am 7. März 1952 im Amtsgericht Plauen vorgenommen wurde. Seit dem 1. Januar 1951 firmierte die Gesellschaft nun als „VEB Verkehrsbetrieb der Stadt Plauen“. Nachdem in den vorangegangenen Jahren noch einige Wiederaufbauarbeiten durchgeführt wurden, konnte am 17. Oktober 1954 die neu erbaute Endstation am Oberen Bahnhof dem Verkehr übergeben werden. Ab diesem Tag fuhren die Linien 2 und 5 wieder bis zum Bahnhof. Erweiterungen der Gleisanlagen beschränkten sich in der Anfangsphase noch auf den Wiederaufbau zweigleisiger Strecken. Am 28. Mai 1957 wurde die erste Verlängerung seit langer Zeit in Betrieb genommen. Die Linie 1 fuhr nun in Haselbrunn bis zur Straße am Stadtwald. Dieser Bauabschnitt gehörte zur Verlängerung der Linie zur Plamag (Plauener Maschinenbau AG), deren zweiter und letzter Bauabschnitt am 30. Dezember 1957 in Betrieb genommen werden konnte.
Bei diversen Umbauarbeiten in den folgenden Jahren stand der weitere zweigleisige Ausbau des Gleisnetzes im Vordergrund. So konnte am 12. August 1965 auf der Linie 1 zwischen Plamag und Essigsteigbrücke (heute „Am Vogtlandstadion“) das letzte zweigleisige Teilstück übergeben werden. Damit gab es im gesamten Netz keine eingleisigen Strecken mehr. Es wurden zunehmend auch Wendeschleifen eingebaut, um mit Beiwagenbetrieb (ab November 1960) den gestiegenen Fahrgastzahlen Rechnung tragen zu können.
Am 3. Januar 1966 wurde die Linie 6 eingerichtet, die vom Oberen Bahnhof zur neu eingerichteten Endhaltestelle Krankenhaus (heute Vogtlandklinikum) fuhr. Diese Linie wurde nur an Werktagen betrieben und am 29. September 1967 wieder eingestellt, da die Linie 4 nun ebenfalls mit Beiwagen verkehrte. Am 22. Dezember 1966 wurde die Verlängerung der Linie 4 bis nach Reusa (Rotdornwerg) in Betrieb genommen. In den Jahren 1969, 1973 und 1975 erfolgten mehrere Veränderungen der Linienführungen auf Grund von Bauarbeiten (Einbau von Gleisdreiecken an der Elsterbrücke und am „Otto-Grotewohl-Platz“ (heute Tunnel), Neubau der Strecke auf der Bahnhofstraße).
1982 erfolgte die Eingliederung des Betriebes in das Verkehrskombinat Karl-Marx-Stadt. Am 5. Oktober 1983 wurde die Neubaustrecke vom Treffer (Krankenhaus) bis nach Waldfrieden eröffnet. Damit wurde auch die Linie 7 eingeführt. Die Linien wurden nun wie folgt betrieben:
| Linie   | Strecke                          |
| ------- | -------------------------------- |
| Linie 1 | Plamag – Neundorf                |
| Linie 2 | Oberer Bahnhof – Unterer Bahnhof |
| Linie 3 | Waldfrieden – Neundorf           |
| Linie 4 | Plamag – Reusa                   |
| Linie 5 | Preißelpöhl – Südvorstadt        |
| Linie 6 | Waldfrieden – Oberer Bahnhof     |
| Linie 7 | Reusa – Unterer Bahnhof          |

Bereits 1987 wurde die Linie 7 wieder eingestellt.

### Ab 1991

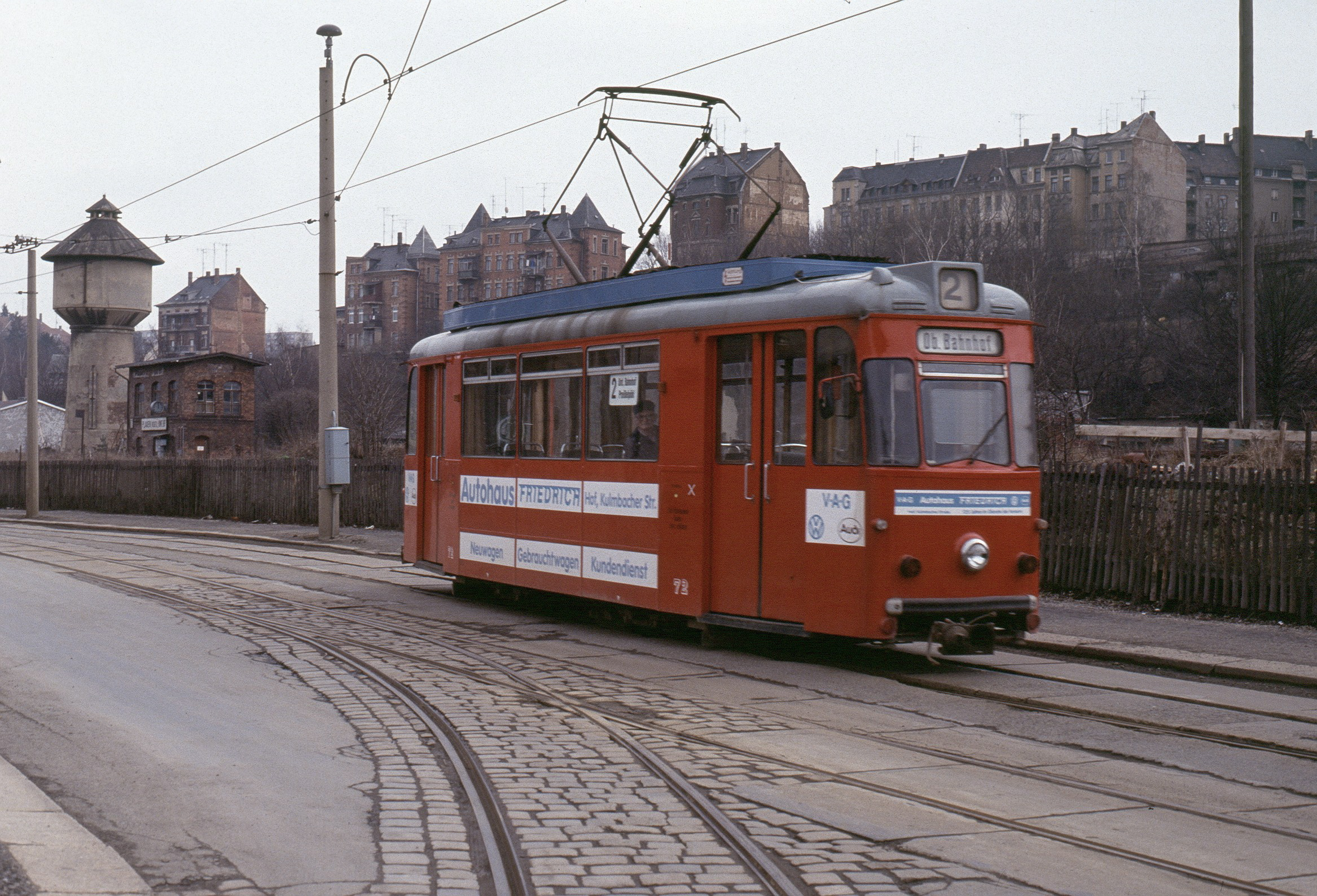
Gothawagen 72 am Unteren Bahnhof, 1991. Dieses Fahrzeug gehörte zu einer Serie von vier Trieb- und vier Beiwagen, die 1964 gebraucht von der DR-Schmalspurbahn Klingenthal–Sachsenberg-Georgenthal nach Plauen kamen.

In den 1990er Jahren wurden umfangreiche Gleisrekonstruktionsarbeiten auf nahezu allen Linien durchgeführt.
Zum Fahrplanwechsel am 2. April 2007 wurde der Betrieb der Linie 2 (Unterer Bahnhof – Oberer Bahnhof) und das Linientaxi Tunnel – Unterer Bahnhof wegen zu geringer Wirtschaftlichkeit eingestellt. Neu eingeführt wurden dafür die drei Stadtbuslinien B (Tunnel – Ostvorstadt), C (Tunnel – Unterer Bahnhof) und D (Tunnel – Stadtpark). Die bereits vorher vorhandene Linie A verkehrte nun auf der Strecke Wartberg – Tunnel, zum Teil über Chrieschwitz. Diese Linien wurden 2015 bzw. 2022 teilweise wieder eingestellt.
Ab September 2008 wurden die Straßenbahnen vorne und an den Seiten mit LED-Anzeigen ausgestattet. Damit entfielen jedoch die Haltestellenanzeigen in der Straßenbahn, weswegen ab Juni 2009 weitere LED-Anzeigen im Wageninneren angebracht wurden. Auch die Nummernanzeigen wurden auf LED umgestellt. Inzwischen fahren in Plauen 20 Wagen mit dieser Technik. Von April 2008 bis Oktober 2009 wurde die Neundorfer Straße grundlegend rekonstruiert. Dies hatte zur Folge, dass die Linien 1 und 3 nicht nach Neundorf fuhren, sondern durch Busse ersetzt wurden. Nach Abschluss der Bauarbeiten am 1. Oktober 2009 ist die Straßenbreite so angepasst, dass die Gleise jetzt direkt am Fußweg liegen. Dies ermöglicht den barrierefreien Ein- und Ausstieg. Ferner ist nunmehr kein Überqueren der Straße nötig. Außerdem bekam die Haltestelle „Marienstraße“ die neue Bezeichnung „Hans-Löwel-Platz“. Zusätzlich wurde vor dem Neuen Rathaus eine neue Haltestelle mit diesem Namen errichtet.
Im Zuge der Kreisgebietsreform 2008 erhält die Stadt Plauen keine direkten finanziellen Zuschüsse des Landes Sachsen für den Nahverkehr mehr. Der Kreistag des Vogtlandkreises beschloss jedoch einstimmig, dass die Zuständigkeit für den öffentlichen Personennahverkehr bei der Stadt Plauen verbleiben soll. Die notwendigen Mittel in Höhe von 1,4 Millionen Euro sind für die Jahre 2009 und 2010 sichergestellt. 
Zum 8. August 2020 erfolgte eine Umstellung des Liniennetzes. Der Linienverbund umfasst nun die Linien 1, 2 und 3. Die Linie 1 verkehrt nun nach Preißelpöhl, im Gegenzug übernahm die Linie 4 den Ast zum Oberen Bahnhof. Wieder eingeführt wurde die Linie 2, die nun von Preißelpöhl nach Waldfrieden verkehrt. Der Linienverbund 1/2/3 verkehrt nun ganztägig in einer Richtung. Die Linie 6 verkehrt wochentags und Samstag zwischen Plamag und Reusa und ersetzt zu dieser Zeit die Linien 4 und 5. Die Linien 3 und 5 blieben in ihrem Verlauf unverändert.

## Fahrzeuge

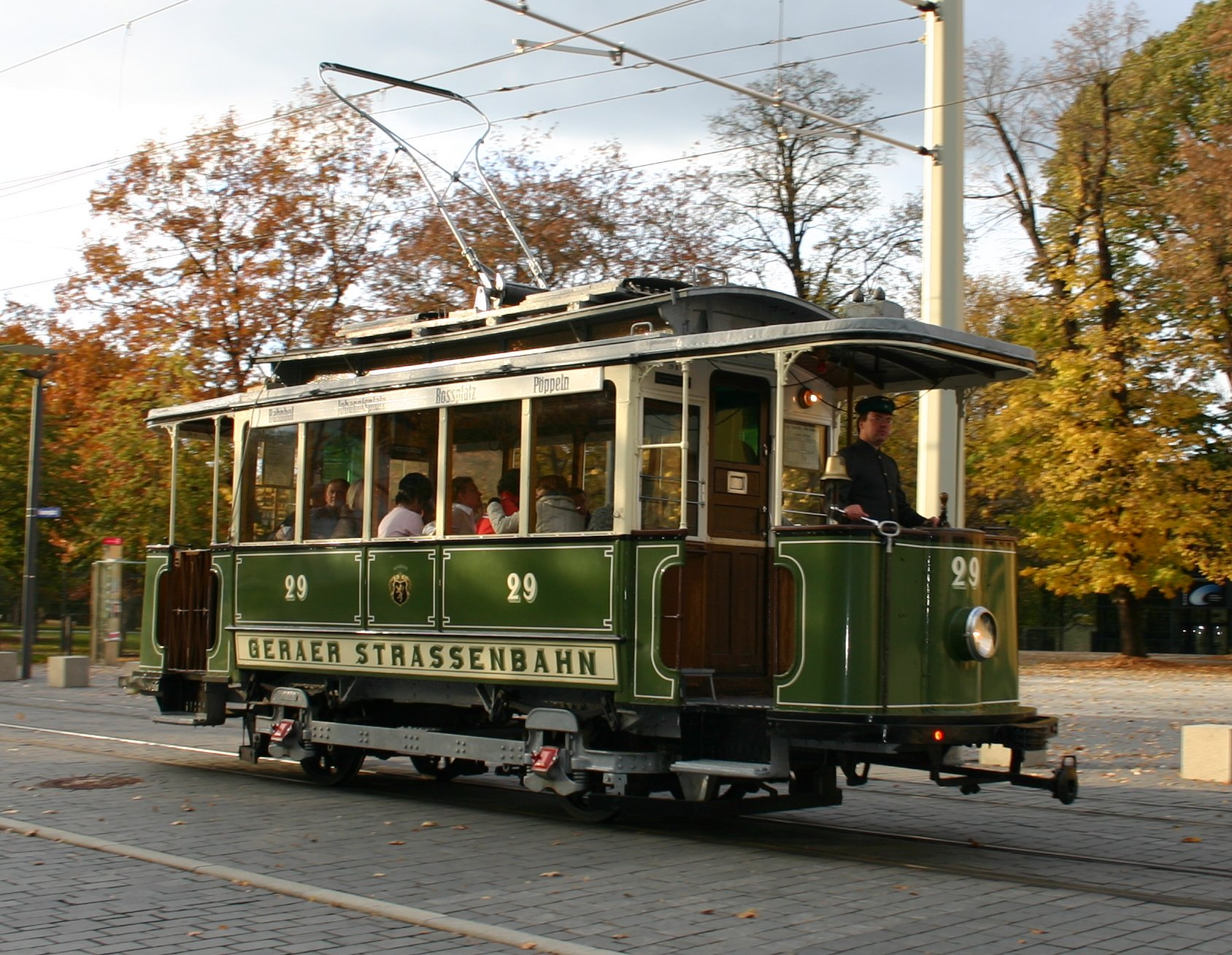
Straßenbahnwagen Nummer 29 der Straßenbahn Gera, vormals Nummer 25 der Plauener Straßenbahn

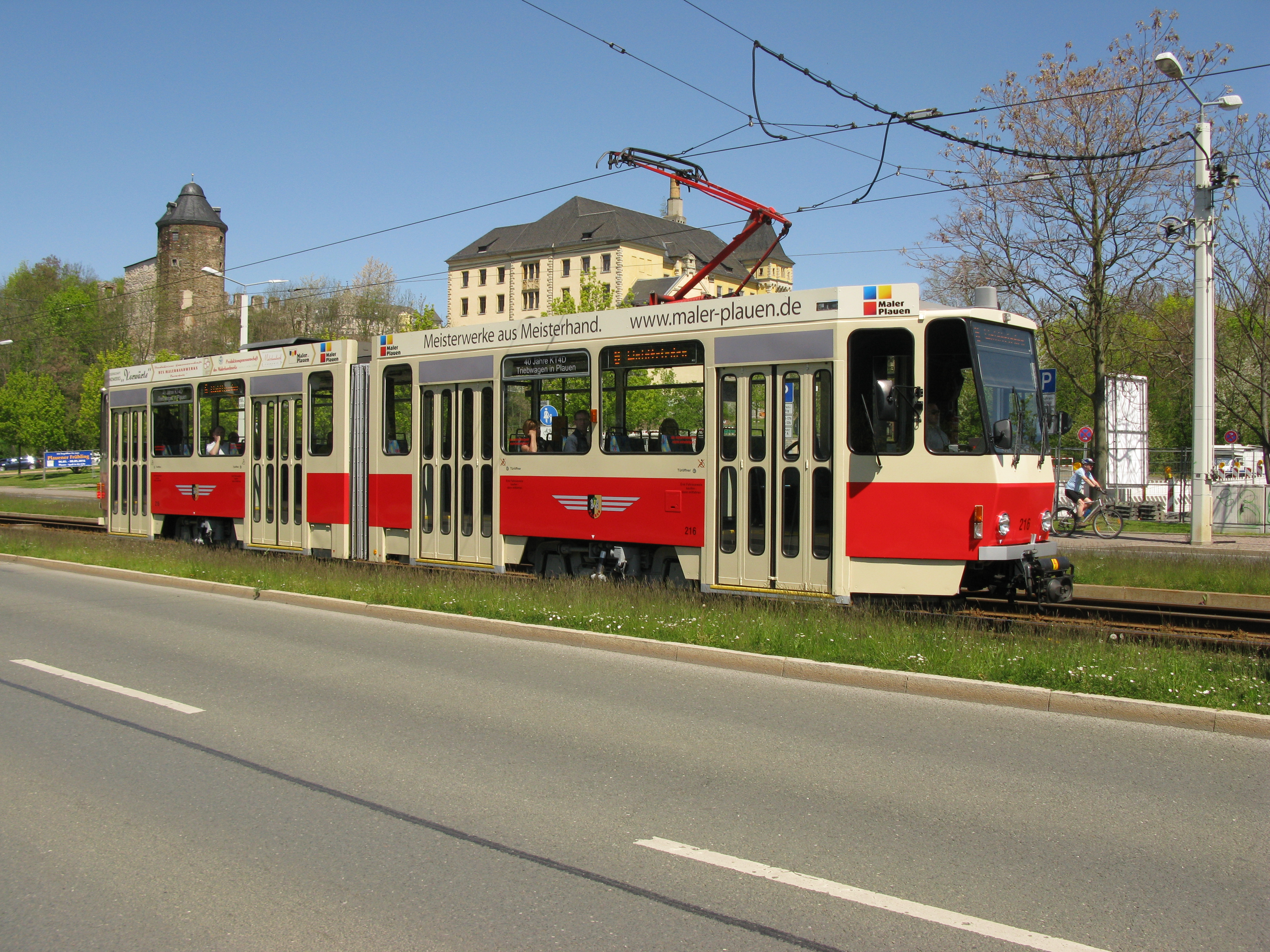
KT4D Nummer 216

Derzeit kommen bei der Straßenbahn Plauen zwei Fahrzeugtypen zum Einsatz. Hierbei handelt es sich zum einen um 14 hochflurige Gelenktriebwagen vom Typ KT4DMC des tschechoslowakischen Herstellers ČKD Tatra. Sie wurden zwischen 1992 und 1999 in drei Ausbaustufen umfangreich modernisiert.
Ende 2011 wurden bei Bombardier Transportation zwei NGT6DE-Gelenktriebwagen der Typenfamilie Bombardier Flexity Classic bestellt, ihre Auslieferung erfolgte im August 2013. Darüber hinaus bestand eine Option auf acht weitere. Davon wurden vier Fahrzeuge abgerufen und 2014 ausgeliefert. Ende Juni 2014 befanden sich alle sechs Triebwagen im Fahrgasteinsatz. Ende 2017 wurden nochmals drei weitere Triebwagen geliefert, die Anfang 2018 in Betrieb gingen, seither befinden sich neun NGT6 in Plauen. 
Ein historisches Fahrzeug der Plauener Straßenbahn, ein 1911 von MAN und Siemens-Schuckert-Werke Berlin gebauter Triebwagen, befindet sich heute restauriert als Triebwagen 2 (ehemals Plauen, Triebwagen 40) im Straßenbahnmuseum Halle in Halle (Saale). Der ehemalige Wagen 25 (MAN T2, Baujahr 1905) befindet sich als Wagen 29 in Gera.
Plauen ist eine der wenigen Städte, in denen es noch keine konkreten Pläne zum Ersatz von Tatra-Fahrzeugen gibt.

## Linien

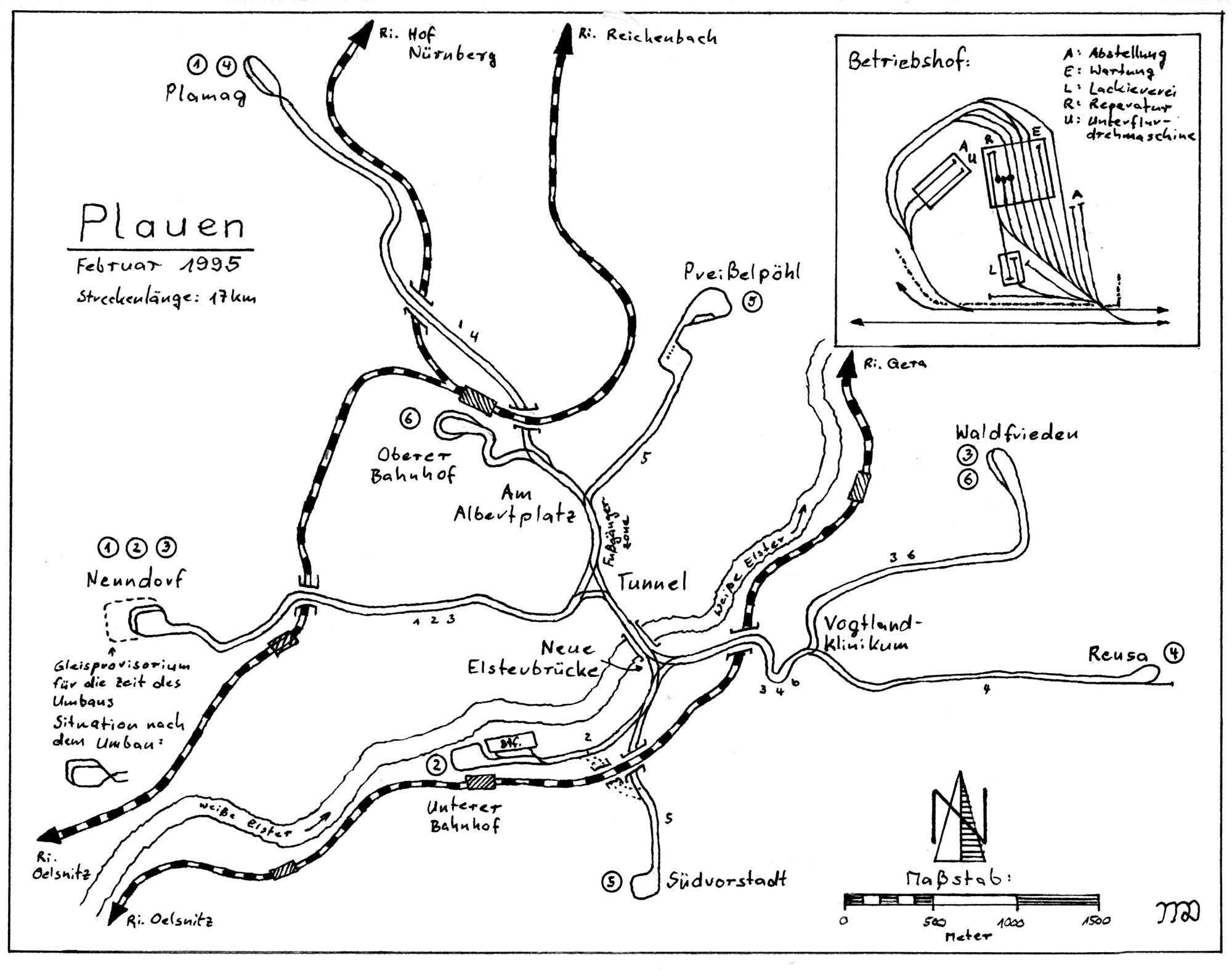
Unmaßstäblicher Gleisplan von 1995 (Ausrichtung der Gleise der Endhaltestellen Neundorf und Reusa sowie Ausrichtung der großen Werkstatthalle des Betriebshofs fehlerhaft)

Seit dem 8. August 2020 wird regulär folgendes Liniennetz betrieben:
| Linie | Laufweg                                                                                    | Länge  | Fahrzeit      |
| ----- | ------------------------------------------------------------------------------------------ | ------ | ------------- |
| 1     | Neundorf → Dittrichplatz → Tunnel → Am Albertplatz → Preißelpöhl                           | 4,8 km | 18–20 Minuten |
| 2     | Preißelpöhl → Am Albertplatz → Tunnel → Neue Elsterbrücke → Vogtlandklinikum → Waldfrieden | 5,9 km | 21–23 Minuten |
| 3     | Waldfrieden → Vogtlandklinikum → Neue Elsterbrücke → Tunnel → Dittrichplatz → Neundorf     | 6,4 km | 22–24 Minuten |
| 4     | Oberer Bahnhof – Am Albertplatz – Tunnel – Neue Elsterbrücke – Vogtlandklinikum – Reusa    | 5,2 km | 19–21 Minuten |
| 5     | Südvorstadt – Neue Elsterbrücke – Tunnel – Am Albertplatz – Plamag                         | 5,9 km | 19–21 Minuten |
| 6     | Plamag – Am Albertplatz – Tunnel – Neue Elsterbrücke – Vogtlandklinikum – Reusa            | 7,6 km | 26–27 Minuten |

Die Linien 1, 2 und 3 sind umlaufmäßig miteinander verknüpft, wobei sie nur in jeweils eine Richtung fahren und an den Endstationen auf die nächste Linie wechseln. Die Linie 6 verkehrt montags bis freitags in der HVZ und samstags im Frühverkehr und ersetzt in dieser Zeit die Linien 4 und 5. Die Straßenbahnlinien verkehren montags bis samstags ganztägig im Fünfzehn-Minuten-Takt; am Sonntag gilt ein 30-Minuten-Takt. Seit dem 5. November 2007 wird wegen zu dieser Zeit niedriger Fahrgastzahlen der Straßenbahnverkehr ab 20:30 Uhr mit Bussen und Kleinbussen (Linientaxis) abgewickelt. Diese verkehren alle 30 Minuten auf der jeweiligen Linie bis um 24:00 Uhr beziehungsweise freitags und samstags bis 1:30 Uhr. Ergänzt wird das Nahverkehrsangebot durch die Stadtbuslinien A und Ax zwischen Wartberg und Ostvorstadt.
Wegen der Sanierung der Neuen Elsterbrücke gilt seit dem 6. Februar 2024 folgendes Liniennetz:
| Linie | Laufweg                                                                                    | Länge  | Fahrzeit      |
| ----- | ------------------------------------------------------------------------------------------ | ------ | ------------- |
| 1     | Reusa → Vogtlandklinikum → Neue Elsterbrücke → Tunnel → Am Albertplatz → Preißelpöhl       |        | 23–25 Minuten |
| 2     | Preißelpöhl → Am Albertplatz → Tunnel → Neue Elsterbrücke → Vogtlandklinikum → Waldfrieden | 5,9 km | 22–24 Minuten |
| 3     | Oberer Bahnhof – Am Albertplatz – Tunnel – Dittrichplatz – Neundorf                        |        | 17–19 Minuten |
| 5     | Waldfrieden → Vogtlandklinikum → Neue Elsterbrücke → Tunnel → Am Albertplatz → Plamag      |        | 24–26 Minuten |
| 6     | Plamag → Am Albertplatz → Tunnel → Neue Elsterbrücke → Vogtlandklinikum → Reusa            | 7,6 km | 26–28 Minuten |

Die Südvorstadt wird während der Bauzeit durch die Stadtbusse bedient.
Hier sind die Linien 1, 2, 5 und 6 umlaufmäßig verknüpft. Die Linie 3 verkehrt als einzige Linie in beide Richtungen.
Doppeltraktionen (KT4D im Verbund mit KT4D) werden nur noch zu Fußballheimspielen des VFC Plauen und zu Silvester eingesetzt – der (fast) tägliche Einsatz von Doppeltraktionen endete in Plauen mit dem Fahrplanwechsel am 5. November 2007. Eine weitere Besonderheit bei Traktionseinsätzen in Plauen: im Winter fahren diese mit zwei Stromabnehmern an der Oberleitung, im Sommer ist dagegen nur der Stromabnehmer des vorderen Triebwagens angelegt.